# サン・ドミンゴス基礎自治体 (カーボベルデ)
サン・ドミンゴス基礎自治体（ポルトガル語: Concelho de São Domingos）は、カーボベルデの基礎自治体のひとつ。

## 隣接行政区画
- プライア
- リビエラ・グランデ・デ・サンティアゴ
- サン・ロレンソ・ドス・オルガン
- サンタ・クルス

## 教区
- Nossa Senhora da Luz
- São Nicolau Tolentino